# Csúcs-hegyi turistaház
A Csúcs-hegyi turistaház egykori turistaház a Budai-hegységben, Budapest III. kerületében. Mára teljesen eltűnt, helye magánterület.

## Története
A Budapesti Turista Egyesület (BTE) építette fel a turistaházat 1925–1926-ban a Csúcs-hegy északkeleti oldalában. Az épületet 1926 májusában adták át, nevét hivatalosan Dr. Győző Dezsőről, a BTE építkezést kezdeményező elnökéről kapta. A villanyvilágítással és vízvezetékkel ellátott egyemeletes épület 30–40 ember számára tudott egyidejűleg szállást biztosítani, és az első években évi 5–6000 turistát szolgált ki. 1934-ben 7 szobában 53 ággyal, valamint étteremmel és állandóan működő konyhával rendelkezett.

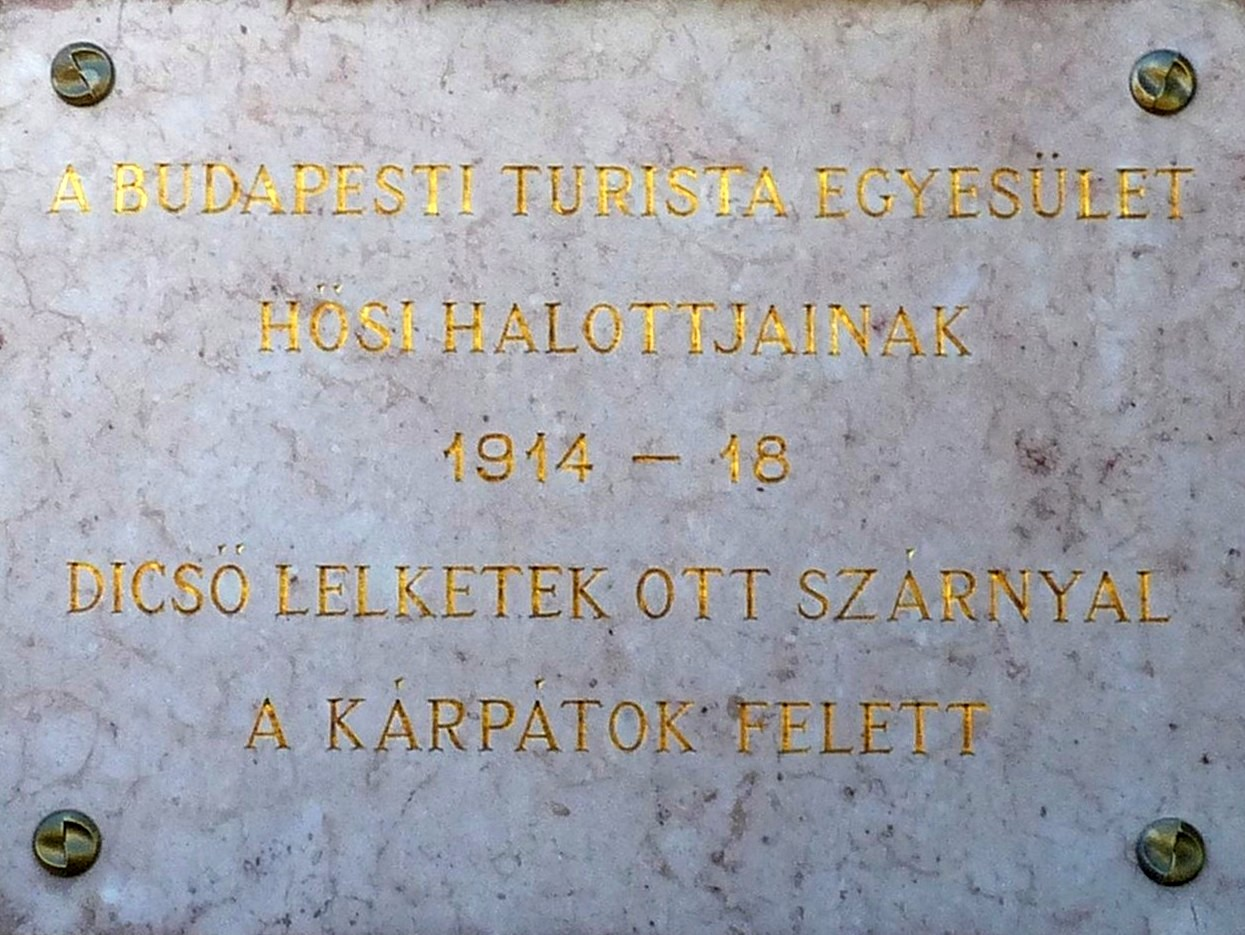
Emléktábla a BTE hősi halott(j)ainak

1992-ig működött, akkor új tulajdonosa lebontatta és magánházat építtetett a helyére. Emlékét emléktábla őrzi a kerítésfalban, és róla kapta nevét a Menedékház utca is. Funkcióját részben a III. kerületi önkormányzat tulajdonában álló Csúcs-hegyi pihenőház (Menedékház u. 22.) tölti be.

## A turistaház az irodalomban
- A Csúcs-hegyi turistaház az egyik helyszíne Mattyasovszky Jenő Hód bemutatkozik című bűnügyi regényének.